# 周源 (天順進士)
周源（1436年—？），字德淵，應天府上元縣人，明朝政治人物。進士出身。

## 生平
應天府鄉試第八十名。天順八年（1464年）甲申科第二甲第九名進士。

## 家族
曾祖父周質中。祖父周彥文，曾任戶部郎中。父亲周傑。